# Tore Leifer
Tore Leifer (født 24. juni 1964) er en dansk forfatter samt musik-, kunst- og kulturjournalist, tidligere programmedarbejder og studievært i Danmarks Radio (DR). I dag er han redaktør på Det Nationalhistoriske Museum, Frederiksborg, hvor han bl.a. er vært på podcasten Portræt.
Han er opvokset i Göteborg, på Røsnæs, i Risskov og Kalundborg og har studentereksamen fra Kalundborg Gymnasium, er cand.mag. i musik-, film- og medievidenskab fra Københavns Universitet kombineret med uddannelse som kordirigent fra Musikkonservatoriet i København.
Tore Leifer har været programmedarbejder og studievært i Danmarks Radio (DR) 1987-2023 og har bl.a. været radiovært på Kulturnyt, Kultursøndag og Kulturen på P1 samt tilrettelægger af Kunstquiz på DR K. 
Han har 2014-2021 været medlem af Reumert-juryen, der varetager uddelingen af de årlige teaterpriser, kendt som Årets Reumert.
Tore Leifer har flere bogudgivelser bag sig (om bl.a. den ungarske-danske dirigent Tamas Vetö og arkæologen Frans Blom. I 2014 kom hans omfattende, stærkt udvidede og kommenterede nyoversættelse af Selma Lagerlöfs "Niels Holgersens forunderlige rejse" med illustrationer af billedkunstneren Helle Frøsig.
I 2019 modtog han DR's Sprogpris.
Han er ridder af den franske orden Ordre des Arts et des Lettres.

## Filmografi
- Dreaming Murakami (2018)
- De trofaste døde (1997)